# Hohenhorn
Hohenhorn est une commune allemande du Schleswig-Holstein, située dans l'arrondissement du duché de Lauenbourg (Kreis Herzogtum Lauenburg), à cinq kilomètres au nord de la ville de Geesthacht. Hohenhorn est l'une des dix communes de l'Amt Hohe Elbgeest (« Haut Geest de l'Elbe ») dont le siège est à Dassendorf.